# Miguel de Oliveira
Miguel de Oliveira (São Manuel, 30 de setembro de 1947 – São Paulo, 15 de outubro de 2021) foi um treinador e pugilista brasileiro, campeão mundial pelos médios-ligeiros.

## Biografia
Um dos maiores pugilistas brasileiros, Miguel possui um cartel com cinquenta vitórias dentre 56 lutas – sendo 25 vitórias por nocaute – bem como um empate e cinco derrotas.
Em 1970, Miguel tornou-se campeão brasileiro e dois anos depois – então já rankeado na Associação Mundial de Boxe (AMB) e no Conselho Mundial de Boxe (CMB) – venceu o primeiro colocado do ranking da AMB e com isso conseguiu o direito de disputar o título mundial.
Em janeiro de 1973, Miguel disputou no Japão o título mundial de boxe. Foi derrotado, mas conseguiu revanche em fevereiro do ano seguinte, mas também foi derrotado por pontos depois de um longo combate.
Porém, em maio de 1975, no Principado de Mônaco, Miguel venceu o então campeão europeu, o espanhol José Duran e alcançou o título mundial dos médios-ligeiros do CMB.4

## Títulos
- Campeão brasileiro de boxe em 1970 pela AMB;
- Campeão mundial de boxe em 7 de maio de 1975 pelo CMB.

## Cartel
- 56 lutas
- 50 vitórias
- 25 nocautes
- 1 empate
- 5 derrotas

## Aulas de boxe
Formado em educação física, deu aulas de boxe recreativo na Academia Cia. Athletica - Kansas, São Paulo, Brasil. Também possuía uma academia que evidentemente leva o seu nome, na sua cidade natal.

## Treinador de boxe
Dedicando-se às aulas de boxe, por suas mãos passaram centenas de alunos. Profissionalmente, porém, voltou a sentir o sabor de um título mundial ao fazer da sérvia radicada no Brasil, Duda Yankovich, campeã da categoria superleve (63,5k), versão Wiba, em 2006.

## Morte
No ano de 2021, Oliveira foi diagnosticado com câncer no pâncreas e internado no Hospital da Luz, no bairro da Vila Mariana em São Paulo. Morreu em 15 de outubro do mesmo ano devido a complicações da doença.